# Football Club Nantes-Atlantique 1995-1996
Questa voce raccoglie le informazioni riguardanti il Football Club Nantes-Atlantique nelle competizioni ufficiali della stagione 1995-1996.

## Stagione

Un contrasto di gioco tra lo juventino Gianluca Vialli e il canarino Jean-Michel Ferri durante la gara di andata delle semifinali di Champions League.

Forti dalla vittoria del campionato nell'annata precedente, il Nantes inizia la stagione 1995-1996 da favorita per la vittoria del campionato.
Nonostante ciò, questo si rivela un anno complesso per i gialloverdi, che si trovano a dover affrontare numerose difficoltà.
In estate, in apertura della sessione di mercato, il club perde due dei suoi giocatori chiave prima nella stagione precedente: Patrice Loko, che si trasferisce al Paris Saint-Germain, e Christian Karembeu approda in Italia alla Sampdoria. Questi trasferimenti privano la squadra di due pilastri fondamentali, difficili da sostituire, infatti l'arrivo di giocatori di prospetto come Bruno Carotti, Jean-Marc Chanelet, Jocelyn Gourvennec e Roman Kosecki, non riescono a compensare le partenze.
La situazione si complica ulteriormente a causa degli infortuni. Nicolas Ouédec, uno dei principali attaccanti della squadra, è indisponibile per gran parte della stagione a causa di quattro strappi musicali; mentre Japhet N'Doram, Jean-Michel Ferri e Christophe Pignol affrontano problemi fisici ricorrenti. Questi fattori riducono significativamente la competitività dei canarini.
In campionato, il Nantes non riesce a replicare il successo della stagione precedente. La squadra fatica a mantenere la costanza necessaria per competere ai massimi livelli e al termine di esso si piazzano al settimo posto, a ben 17 punti di distanza dai neo-campioni dell'Auxerre.
La prestazione del Nantes in campionato si riflette anche nella varie coppe nazionali: in Coppa di Francia vengono eliminati ai sedicesimi dal Monaco, in Coupe de la Ligue agli ottavi dal Guingamp e in supercoppa vengono battuti ai rigori dal Paris Saint-Germain, dopo che nei tempi regolamentari la gara si era fermata sul 2-2.
Nonostante le difficoltà in patria, il Nantes dimostra tutto il suo valore in Europa, distinguendosi in UEFA Champions League. Dopo l'eliminazione dell'anno precedente contro il Bayer Leverkusen, la squadra di Suaudeau affronta la competizione con maggiore maturità e consapevolezza.
Inseriti nel gruppo A, i francesi si piazzano al secondo posto dietro ai greci del Panathīnaïkos e davanti a Porto e Aalborg, raggiungendo i quarti di finale, dove affrontano e battono lo Spartak Mosca. La vittoria contro i russi rappresenta uno dei momenti più alti della stagione e consente al Nantes di accedere alle semifinali, un traguardo storico.
In semifinale, il Nantes si trova di fronte alla Juventus.
Nella gara d'andata, disputata a Torino, il Nantes è privo di elementi chiave come N’Doram e Makélélé e la Juventus sfrutta la situazione a suo favore e si impone per 2-0, tuttavia l’incontro è segnato da episodi controversi: Bruno Carotti viene espulso in seguito a una simulazione di Michele Padovano, mentre Éric Decroix subisce un colpo di gomito non sanzionato, riportando la frattura del naso.
Nel ritorno, disputato in casa a Nantes, la squadra di Suaudeau gioca con orgoglio e determinazione, mettendo in difficoltà i bianconeri e vincendo per 3-2, ma venendo ugualmente eliminati dalla competizione.

## Maglie e sponsor
Lo sponsor tecnico per la stagione 1995-1996 è Adidas, mentre lo sponsor ufficiale è Eurest.
|  | Casa |  | Trasferta |  | Portiere |

## Organigramma societario
- Presidente: Guy Scherrer

Area tecnica
- Direttore sportivo: Robert Budzynski
- Allenatore: Jean-Claude Suaudeau

## Rosa
| N. |                    | Ruolo | Calciatore           |
| -- | ------------------ | ----- | -------------------- |
| 1  | Francia (bandiera) | P     | Dominique Casagrande |
| 3  | Francia (bandiera) | D     | Éric Decroix         |
| 4  | Francia (bandiera) | D     | Serge Le Dizet       |
| 5  | Francia (bandiera) | D     | Laurent Guyot        |
| 6  | Francia (bandiera) | C     | Jean-Michel Ferri    |
| 7  | Francia (bandiera) | C     | Claude Makélélé      |
| 8  | Francia (bandiera) | C     | Frédéric Da Rocha    |
| 9  | Francia (bandiera) | C     | Reynald Pedros       |
| 10 | Ciad (bandiera)    | C     | Japhet N'Doram       |
| 11 | Francia (bandiera) | C     | David Garcion        |
| 12 | Francia (bandiera) | A     | Laurent Peyrelade    |
| 13 | Francia (bandiera) | A     | Franck Renou         |
| 14 | Polonia (bandiera) | A     | Roman Kosecki        |
| 15 | Francia (bandiera) | C     | Benoît Cauet         |
| 16 | Francia (bandiera) | P     | David Marraud        |
| 17 | Francia (bandiera) | D     | Bruno Carotti        |

| N. |                    | Ruolo | Calciatore         |
| -- | ------------------ | ----- | ------------------ |
|    | Francia (bandiera) | P     | Éric Loussouarn    |
|    | Francia (bandiera) | D     | Jean-Marc Chanelet |
|    | Francia (bandiera) | D     | Eddy Capron        |
|    | Francia (bandiera) | D     | Yves Deroff        |
|    | Francia (bandiera) | D     | Mickaël Garciau    |
|    | Francia (bandiera) | D     | Ludovic Mary       |
|    | Francia (bandiera) | D     | Christophe Pignol  |
|    | Francia (bandiera) | D     | Nicolas Savinaud   |
|    | Francia (bandiera) | C     | Jocelyn Gourvennec |
|    | Francia (bandiera) | C     | Fabrice Lemasson   |
|    | Francia (bandiera) | C     | Sébastien Le Paih  |
|    | Francia (bandiera) | C     | Sébastien Piocelle |
|    | Francia (bandiera) | A     | Nicolas Ouédec     |

## Risultati

### UEFA Champions League

#### Fase a gironi
| Nantes 13 settembre 1995, ore 20:30 CET 1ª giornata | Nantes-Atlantique | 0 – 0 referto | Porto | Stadio della Beaujoire (16 873 spett.)\| Arbitro: \| Weber \| |
| Arbitro:                                            | Weber             |               |       |                                                               |

| Arbitro: | Žuk |

|                                  |           |             |
| Geōrgiadīs 17’ Warzycha 30’, 46’ | Marcatori | 88’ N'Doram |

| Arbitro: | Vágner |

|                                  |           |              |
| Ouédec 5’ Pedros 55’ Kosecki 74’ | Marcatori | 46’ Andersen |

| Arbitro: | Elleray |

|  |           |                      |
|  | Marcatori | 10’ Guyot 68’ Ouédec |

| Arbitro: | Uilenberg |

|                            |           |                |
| Drulović 10’ Zé Carlos 56’ | Marcatori | 3’, 34’ Pedros |

| Nantes 6 dicembre 1995, ore 20:30 CET 6ª giornata | Nantes-Atlantique | 0 – 0 referto | Panathīnaïkos | Stadio della Beaujoire (30 000 spett.)\| Arbitro: \| Sundell \| |
| Arbitro:                                          | Sundell           |               |               |                                                                 |

#### Fase a eliminazione diretta
| Arbitro: | Krug |

|                        |           |  |
| N'Doram 28’ Ouédec 68’ | Marcatori |  |

| Arbitro: | Muhmenthaler |

|                    |           |                 |
| Nykyforov 32’, 38’ | Marcatori | 63’, 86’ Ouédec |

| Arbitro: | Gallagher |

|                        |           |  |
| Vialli 49’ Jugović 66’ | Marcatori |  |

| Arbitro: | Puhl |

|                                  |           |                            |
| Capron 44’ N'Doram 69’ Renou 82’ | Marcatori | 17’ Vialli 50’ Paulo Sousa |

### Supercoppa francese
| Arbitro: | Pauchard |

|                                                           |                      |                                                           |
| Nouma 15’ Djorkaeff 38’                                   | Marcatori            | 27’ Ouédec 32’ Cauet                                      |
| Le Guen Djorkaeff Raí Nouma Colleter Dely Valdés Fournier | Tiri di rigore 6 – 5 | Carotti Gourvennec Pignol Pedros Cauet Peyrelade Makélélé |

## Statistiche

### Statistiche di squadra
| Competizione          | Punti | In casa | In casa | In casa | In casa | In casa | In casa | In trasferta | In trasferta | In trasferta | In trasferta | In trasferta | In trasferta | Totale | Totale | Totale | Totale | Totale | Totale | DR |
| Competizione          | Punti | G       | V       | N       | P       | Gf      | Gs      | G            | V            | N            | P            | Gf           | Gs           | G      | V      | N      | P      | Gf     | Gs     | DR |
| --------------------- | ----- | ------- | ------- | ------- | ------- | ------- | ------- | ------------ | ------------ | ------------ | ------------ | ------------ | ------------ | ------ | ------ | ------ | ------ | ------ | ------ | -- |
| Division 1            | 55    | 19      | 10      | 7       | 2       | 26      | 12      | 19           | 4            | 6            | 9            | 18           | 30           | 38     | 14     | 13     | 11     | 44     | 42     | +2 |
| Coppa di Francia      | -     | 1       | 0       | 1       | 0       | 2       | 2       | 1            | 1            | 0            | 0            | 7            | 1            | 2      | 1      | 1      | 0      | 9      | 3      | +6 |
| Coupe de la Ligue     | -     | 1       | 0       | 0       | 1       | 2       | 3       | 1            | 0            | 0            | 0            | 1            | 0            | 2      | 1      | 0      | 1      | 3      | 3      | +0 |
| UEFA Champions League | -     | 5       | 3       | 2       | 0       | 8       | 3       | 5            | 1            | 2            | 2            | 7            | 9            | 10     | 4      | 4      | 2      | 15     | 12     | +3 |
| Supercoppa di Francia | -     | 0       | 0       | 0       | 0       | 0       | 0       | 0            | 0            | 0            | 0            | 0            | 0            | 1      | 0      | 0      | 1      | 2      | 2      | +0 |
| Totale                | -     | 26      | 13      | 10      | 3       | 38      | 20      | 26           | 6            | 8            | 11           | 33           | 40           | 53     | 20     | 18     | 15     | 73     | 62     | +9 |

### Andamento in campionato
| Giornata  | 1 | 2 | 3 | 4 | 5 | 6 | 7 | 8  | 9  | 10 | 11 | 12 | 13 | 14 | 15 | 16 | 17 | 18 | 19 | 20 | 21 | 22 | 23 | 24 | 25 | 26 | 27 | 28 | 29 | 30 | 31 | 32 | 33 | 34 | 35 | 36 | 37 | 38 |
| --------- | - | - | - | - | - | - | - | -- | -- | -- | -- | -- | -- | -- | -- | -- | -- | -- | -- | -- | -- | -- | -- | -- | -- | -- | -- | -- | -- | -- | -- | -- | -- | -- | -- | -- | -- | -- |
| Luogo     | C | T | C | T | C | T | C | T  | C  | C  | T  | C  | T  | C  | T  | C  | T  | C  | T  | C  | T  | C  | T  | C  | T  | C  | T  | T  | C  | T  | C  | T  | C  | T  | C  | T  | C  | T  |
| Risultato | V | V | P | P | V | N | N | P  | N  | N  | V  | P  | V  | N  | V  | V  | N  | N  | N  | V  | P  | V  | P  | P  | N  | V  | P  | P  | V  | P  | V  | N  | N  | P  | V  | N  | V  | P  |
| Posizione | 5 | 1 | 4 | 9 | 7 | 6 | 7 | 12 | 12 | 12 | 11 | 10 | 8  | 7  | 7  | 6  | 5  | 5  | 7  | 5  | 7  | 5  | 6  | 7  | 8  | 7  | 10 | 8  | 9  | 10 | 8  | 10 | 9  | 10 | 8  | 8  | 7  | 7  |

Fonte: (FR) Classements Ligue 1 1995-1996, in L'Équipe, 19 luglio 1995. URL consultato il 22 dicembre 2024.
Legenda:

Luogo: C = Casa; T = Trasferta. Risultato: V = Vittoria; N = Pareggio; P = Sconfitta.

### Statistiche dei giocatori
| Giocatore      | Division | Division | Division    | Division   | Coppa di Francia | Coppa di Francia | Coppa di Francia | Coppa di Francia | Coppa di Lega + Supercoppa francese | Coppa di Lega + Supercoppa francese | Coppa di Lega + Supercoppa francese | Coppa di Lega + Supercoppa francese | UEFA Champions League | UEFA Champions League | UEFA Champions League | UEFA Champions League | Totale   | Totale | Totale      | Totale     |
| Giocatore      | Presenze | Reti     | Ammonizioni | Espulsioni | Presenze         | Reti             | Ammonizioni      | Espulsioni       | Presenze                            | Reti                                | Ammonizioni                         | Espulsioni                          | Presenze              | Reti                  | Ammonizioni           | Espulsioni            | Presenze | Reti   | Ammonizioni | Espulsioni |
| -------------- | -------- | -------- | ----------- | ---------- | ---------------- | ---------------- | ---------------- | ---------------- | ----------------------------------- | ----------------------------------- | ----------------------------------- | ----------------------------------- | --------------------- | --------------------- | --------------------- | --------------------- | -------- | ------ | ----------- | ---------- |
| E. Capron      | 9        | 0        | 3           | 0          | 2                | 0                | 0                | 0                | 0+0                                 | 0+0                                 | 0+0                                 | 0+0                                 | 3                     | 0                     | 0                     | 0                     | 14       | 0      | 3           | 0          |
| B. Carotti     | 34       | 1        | 4           | 0          | 1                | 0                | 0                | 0                | 2+1                                 | 0+0                                 | 1+0                                 | 0+0                                 | 7                     | 0                     | 4                     | 1                     | 45       | 1      | 9           | 1          |
| D. Casagrande  | 26       | -30      | 1           | 0          | 1                | -1               | 0                | 0                | 0+1                                 | 0+ -2                               | 0+0                                 | 0+0                                 | 8                     | -9                    | 2                     | 0                     | 36       | -40    | 3           | 0          |
| B. Cauet       | 31       | 3        | 4           | 0          | 1                | 0                | 0                | 0                | 2+1                                 | 1+0                                 | 0+0                                 | 0+0                                 | 9                     | 0                     | 3                     | 0                     | 44       | 4      | 7           | 0          |
| J. M. Chanelet | 27       | 1        | 2           | 0          | 0                | 0                | 0                | 0                | 1+1                                 | 0+0                                 | 0+0                                 | 0+0                                 | 9                     | 0                     | 1                     | 0                     | 38       | 1      | 3           | 0          |
| F. Da Rocha    | 11       | 2        | 1           | 0          | 2                | 0                | 0                | 0                | 2+0                                 | 0+0                                 | 1+0                                 | 0+0                                 | 1                     | 0                     | 0                     | 0                     | 16       | 2      | 2           | 0          |
| É. Decroix     | 32       | 1        | 6           | 0          | 2                | 0                | 0                | 0                | 2+1                                 | 0+0                                 | 0+0                                 | 0+0                                 | 10                    | 1                     | 1                     | 0                     | 47       | 2      | 7           | 0          |
| Y. Deroff      | 0        | 0        | 0           | 0          | 0                | 0                | 0                | 0                | 1+0                                 | 0+0                                 | 0+0                                 | 0+0                                 | 0                     | 0                     | 0                     | 0                     | 1        | 0      | 0           | 0          |
| J. M. Ferri    | 26       | 0        | 4           | 0          | 0                | 0                | 0                | 0                | 1+1                                 | 0+0                                 | 1+0                                 | 0+0                                 | 7                     | 0                     | 1                     | 0                     | 35       | 0      | 6           | 0          |
| M. Garciau     | 1        | 0        | 0           | 0          | 0                | 0                | 0                | 0                | 0+0                                 | 0+0                                 | 0+0                                 | 0+0                                 | 0                     | 0                     | 0                     | 0                     | 1        | 0      | 0           | 0          |
| D. Garcion     | 13       | 0        | 1           | 0          | 1                | 0                | 0                | 0                | 1+0                                 | 1+0                                 | 0+0                                 | 0+0                                 | 1                     | 0                     | 0                     | 0                     | 16       | 1      | 1           | 0          |
| J. Gourvennec  | 19       | 1        | 1           | 0          | 2                | 2                | 0                | 0                | 0+1                                 | 0+0                                 | 0+0                                 | 0+0                                 | 4                     | 0                     | 1                     | 0                     | 26       | 3      | 2           | 0          |
| L. Guyot       | 31       | 0        | 9           | 0          | 2                | 1                | 0                | 0                | 1+0                                 | 0+0                                 | 0+0                                 | 0+0                                 | 8                     | 1                     | 3                     | 0                     | 42       | 2      | 12          | 0          |
| R. Kosecki     | 27       | 2        | 3           | 0          | 1                | 2                | 0                | 0                | 1+0                                 | 0+0                                 | 1+0                                 | 0+0                                 | 10                    | 1                     | 0                     | 0                     | 39       | 5      | 4           | 0          |
| S. Le Dizet    | 28       | 0        | 3           | 0          | 2                | 0                | 0                | 0                | 1+1                                 | 0+0                                 | 1+0                                 | 0+0                                 | 7                     | 0                     | 2                     | 0                     | 39       | 0      | 6           | 0          |
| S. Le Paih     | 3        | 0        | 0           | 0          | 1                | 1                | 0                | 0                | 1+0                                 | 0+0                                 | 0+0                                 | 0+0                                 | 0                     | 0                     | 0                     | 0                     | 5        | 1      | 0           | 0          |
| F. Lemasson    | 0        | 0        | 0           | 0          | 0                | 0                | 0                | 0                | 1+0                                 | 0+0                                 | 0+0                                 | 0+0                                 | 0                     | 0                     | 0                     | 0                     | 1        | 0      | 0           | 0          |
| É. Lossouarn   | 5        | -7       | 0           | 0          | 1                | -2               | 0                | 0                | 0+0                                 | 0+0                                 | 0+0                                 | 0+0                                 | 0                     | 0                     | 0                     | 0                     | 6        | -9     | 0           | 0          |
| C. Makélélé    | 33       | 0        | 4           | 1          | 1                | 0                | 0                | 0                | 1+1                                 | 0+0                                 | 0+0                                 | 0+0                                 | 9                     | 0                     | 1                     | 0                     | 45       | 0      | 5           | 1          |
| L. Mary        | 1        | 0        | 0           | 0          | 0                | 0                | 0                | 0                | 0+0                                 | 0+0                                 | 0+0                                 | 0+0                                 | 0                     | 0                     | 0                     | 0                     | 1        | 0      | 0           | 0          |
| D. Marraud     | 7        | -5       | 1           | 0          | 0                | 0                | 0                | 0                | 2+0                                 | -3 +0                               | 0+0                                 | 0+0                                 | 2                     | -3                    | 0                     | 0                     | 11       | -11    | 1           | 0          |
| J. N'Doram     | 24       | 15       | 1           | 0          | 0                | 0                | 0                | 0                | 1+1                                 | 1+0                                 | 0+0                                 | 0+0                                 | 7                     | 3                     | 3                     | 0                     | 33       | 19     | 4           | 0          |
| N. Ouédec      | 15       | 4        | 2           | 1          | 0                | 0                | 0                | 0                | 0+1                                 | 0+1                                 | 0+0                                 | 0+0                                 | 9                     | 5                     | 1                     | 0                     | 25       | 10     | 3           | 1          |
| R. Pedros      | 34       | 7        | 7           | 0          | 1                | 1                | 0                | 0                | 1+1                                 | 0+0                                 | 0+0                                 | 0+0                                 | 5                     | 3                     | 0                     | 0                     | 42       | 11     | 7           | 0          |
| L. Peyrelade   | 21       | 1        | 0           | 0          | 2                | 1                | 0                | 0                | 2+1                                 | 1+0                                 | 0+0                                 | 0+0                                 | 4                     | 0                     | 0                     | 0                     | 30       | 3      | 0           | 0          |
| S. Piocelle    | 0        | 0        | 0           | 0          | 0                | 0                | 0                | 0                | 1+0                                 | 0+0                                 | 0+0                                 | 0+0                                 | 0                     | 0                     | 0                     | 0                     | 1        | 0      | 0           | 0          |
| C. Pignol      | 27       | 1        | 3           | 0          | 2                | 0                | 0                | 0                | 1+1                                 | 0+0                                 | 0+0                                 | 0+0                                 | 8                     | 0                     | 2                     | 0                     | 39       | 1      | 5           | 0          |
| F. Renou       | 22       | 1        | 1           | 0          | 2                | 1                | 0                | 0                | 2+0                                 | 0+0                                 | 0+0                                 | 0+0                                 | 5                     | 1                     | 0                     | 0                     | 31       | 3      | 1           | 0          |
| N. Savinaud    | 8        | 1        | 1           | 0          | 1                | 0                | 0                | 0                | 0+0                                 | 0+0                                 | 0+0                                 | 0+0                                 | 1                     | 0                     | 0                     | 0                     | 10       | 1      | 1           | 0          |